# 周密
周密（1232年—1298年），字公谨，号草窗，又号四水潜夫、弁阳老人、弁阳啸翁，宋末元初人。著有《齐东野语》等書。

## 生平
祖籍济南（今属山东），後來曾祖周秘南渡吴兴。早年以門蔭监建康府都钱库。景定二年（1261年）擔任浙西安抚司幕僚。咸淳初为两浙运司掾属。十年（1274年）监丰储仓，端宗景炎闸知义乌县。元朝灭南宋统一全国後，周密不願意做元朝的官，於是在臨安隱居，並著書記錄舊朝南宋的各種事物，成書《武林舊事》、《癸辛雜識》和《齐东野语》。大德二年卒，年六十七。
周密为南宋末年雅词词派领袖，有词集《蘋洲渔笛谱》，词选《绝妙好词》流传于世。周密曾作有《三姝媚》送王沂孙，王沂孙也赋词相和。周密、张炎，和王沂孙、蒋捷并称宋末四大词家。他虽出身望族，却无意仕进，一生中大部分时间为平民，可谓一个「职业江湖雅人」，从其自号“草窗”便可见端倪，其词风格在姜夔、吴文英之间，与吴文英并称“二窗”。从周密留下来作品中更可以窥见他充满雅趣的生活和经历。他在词、诗、书、杂文、画方面都有极高的造诣。比如他曾作《志雅堂杂钞》录有关图画碑帖、诸玩、宝器、医药、阴阳算术、仙佛、书史等方面的知识。又撰《云烟过眼录》记载当时各家所藏奇珍古玩（如玉器、古琴之类）及评论书画。其《澄怀录》则是前人片断散文的辑录，其中多是古人写自然风光或田园生活的，表达他对林泉高致的向往。

## 作品
- 《一萼红·登蓬莱阁有感》